# مرسدس-بنز کلاس-اس (دبلیو۲۲۰)
مرسدس بنز دبلیو۲۲۰ (Mercedes-Benz W220) خودرویی است که در سال‌های ۱۹۹۹–۲۰۰۶در آلمان، مکزیک، مکزیک، بوگور و اندونزی تولید شده‌است. طراحی آن موتور جلو و توزیع نیروی پیشران و خودرو چهار چرخ محرک بوده وزن آن در حالت طبیعی ۱٬۷۷۰ کیلوگرم (۳٬۹۰۰ پوند) است. سیستم جعبه‌دندهٔ آن ۷ دنده به صورت خودکار است.